# Schlacht von Cúl Dreimhne
Die Schlacht von Cúl Dreimhne – auch als „Schlacht des Buches“ bekannt – fand im tuath des Cairbre Drom Cliabh in Irland statt. Der Ort des Geschehens ist vermutlich identisch mit dem heutigen Cooldrumman (irisch Cúil na Dromann) in der Civil Parish Drumcliff (Droim Chliabh) im heutigen County Sligo.
Das Datum des Kampfes wird unterschiedlich überliefert: Es variiert zwischen 555 und 561 nach Christus. Die Schlacht, die rund 3000 Tote und Verletzte gefordert haben soll, ist als eine der ersten Auseinandersetzungen auf dem Gebiet des Urheberrechts bekannt.
Nach den Erzählungen war der irische Abt und Missionar Columban von Iona um das Jahr 560 herum in einen Streit mit Sankt Finnian (495–589) von der Abtei Movilla verwickelt. Gegenstand des Disputs war ein Psalter, welcher von Columban, der im Skriptorium unter Sankt Finnian arbeitete, handschriftlich kopiert wurde. Columban wollte diese von ihm gefertigte Abschrift behalten. Sankt Finnian verwehrte ihm dies, da er der Eigentümer des Originals sei. König Diarmait mac Cerbaill († um 565) schlichtete in diesem Disput und entschied, dass „zu jeder Kuh ihr Kalb gehört und somit zu jedem Buch seine Kopie.“ Columban war mit diesem Schiedsspruch nicht einverstanden und rebellierte mit seinem Uí-Néill-Clan erfolgreich gegen den König.
In der jüngeren Forschung wird diese Konfliktursache bestritten: So sei sie bereits im Hinblick auf die „Realpolitik“ des 6. Jahrhunderts unglaubwürdig und werde in Quellen vor 1532 nicht erwähnt.